# Traduzionalità
Il termine traduzionalità (in slovacco: prevodnost') fu coniato da Anton Popovič per indicare la relazione comunicativa nella catena di comunicazione tra l'autore del prototesto e il ricevente del metatesto. Il lettore di un testo tradotto, infatti, da una parte vuole leggere la traduzione come un originale, ma dall'altra vi vede un'opera che rappresenta una cultura altrui e per questo motivo si aspetta e ricerca degli elementi che riflettano tale esotismo.
La traduzionalità è l'espressione della dicotomia proprio versus altrui nel testo e può essere suddivisa in una serie di opposizioni, per esempio naturalizzazione (addomesticamento) versus esotizzazione, storicizzazione (arcaizzazione) versus modernizzazione. A tal proposito, si parla di traduzionalità come norma di ricezione in una certa situazione comunicativa. La traduzionalità può quindi essere intesa come un certo grado di corrispondenza tra testi.

## La traduzionalità come relazione semiotica prototesto-metatesto
A seconda del grado di traduzionalità di un testo, il lettore si rende più o meno facilmente conto che si tratta di un testo tradotto. La traduzione può essere contraddistinta da molti segni distintivi, a partire dalla denominazione “traduzione” e dà spiegazioni come “traduzione di…” oppure “tradotto da…” ecc. Tra gli elementi che caratterizzano il prototesto dal punto di vista della struttura testuale in quanto altrui troviamo gli elementi non tradotti o intraducibili: calchi, realia, unità di misura e capacità, toponimi, onomastica letteraria. Tra gli elementi che suscitano nel lettore l'illusione del testo tradotto figurano i casi di “traduzione intralinguistica”: commentari interlineari o intratestuali (glosse), commentari al metatesto e infine la cosiddetta “traduzione nella traduzione”, ossia le citazioni in lingua originale pubblicate nel prototesto che si riportano in genere nelle note a piè di pagina.
Il lettore capisce di avere a che fare con un testo tradotto quando il testo contiene svariati elementi esotici, quando assomiglia troppo al prototesto nei costrutti linguistici, quando ci sono troppi calchi oppure quando il lettore creolizza, cioè mescola consapevolmente elementi delle due culture. Esistono molti altri segnali di traduzionalità che caratterizzano il metatesto come testo con due origini, per esempio quando in una poesia si ha un'organizzazione strofica o versificatoria insolita. Questi elementi altrui danno la possibilità di distinguere il metatesto dalla produzione della cultura propria.
La conoscenza di culture altrui remote nella cultura ricevente crea l'abitudine alla poetica di queste opere straniere. Si diffondono così modelli stilistici elaborati nella cultura di altri popoli e ciò riduce a poco a poco la loro eccezionalità tanto che la cultura altrui si addomestica nel tema e nello stile nella cultura ricevente. Si tratta, quindi, di un elemento di ripetitività che riduce anche il coefficiente di traduzionalità dei testi tradotti. Al contrario, le traduzioni da culture con una minore tradizione di contatti culturali fanno aumentare nella cultura ricevente i casi di traduzionalità. Cresce l'intensità del colorito espressivo del testo e con esso anche il coefficiente di non ripetitività.
Nella percezione della traduzionalità si possono distinguere diversi livelli d'intensità, dall'addomesticamento massimo (adattamento) del prototesto alla traduzionalità enfatizzata come appartenenza a due culture, ad esempio con la pratica di edizioni con testo a fronte.

## Evoluzione del concetto di traduzionalità
Il periodo medievale di traduzioni delle letterature orientali nelle lingue europee è caratterizzato dall'assenza del principio del diritto d'autore. L'attività traduttiva non era specifica e per questo non si distingueva dal contesto della produzione testuale. Il traduttore coincideva con l'autore. La percezione dell'originalità era così indebolita che non esisteva lo status di traduttore e non si faceva differenza tra la traduzione e la produzione originale. Solo nelle poetiche del Classicismo e poi del Romanticismo è sorta la contrapposizione di due estetiche, in cui, con varie modifiche ci imbattiamo nella produzione traduttiva fino ai giorni nostri. Nel Classicismo prevalevano l'occultamento della traduzionalità e le convenzioni della cultura ricevente, mentre nel Romanticismo prevalevano lo svelamento della traduzionalità e le convenzioni della cultura emittente.